# Semis direct
Pour les articles homonymes, voir TSL.
 (septembre 2012).
Si vous disposez d'ouvrages ou d'articles de référence ou si vous connaissez des sites web de qualité traitant du thème abordé ici, merci de compléter l'article en donnant les références utiles à sa vérifiabilité et en les liant à la section « Notes et références ».

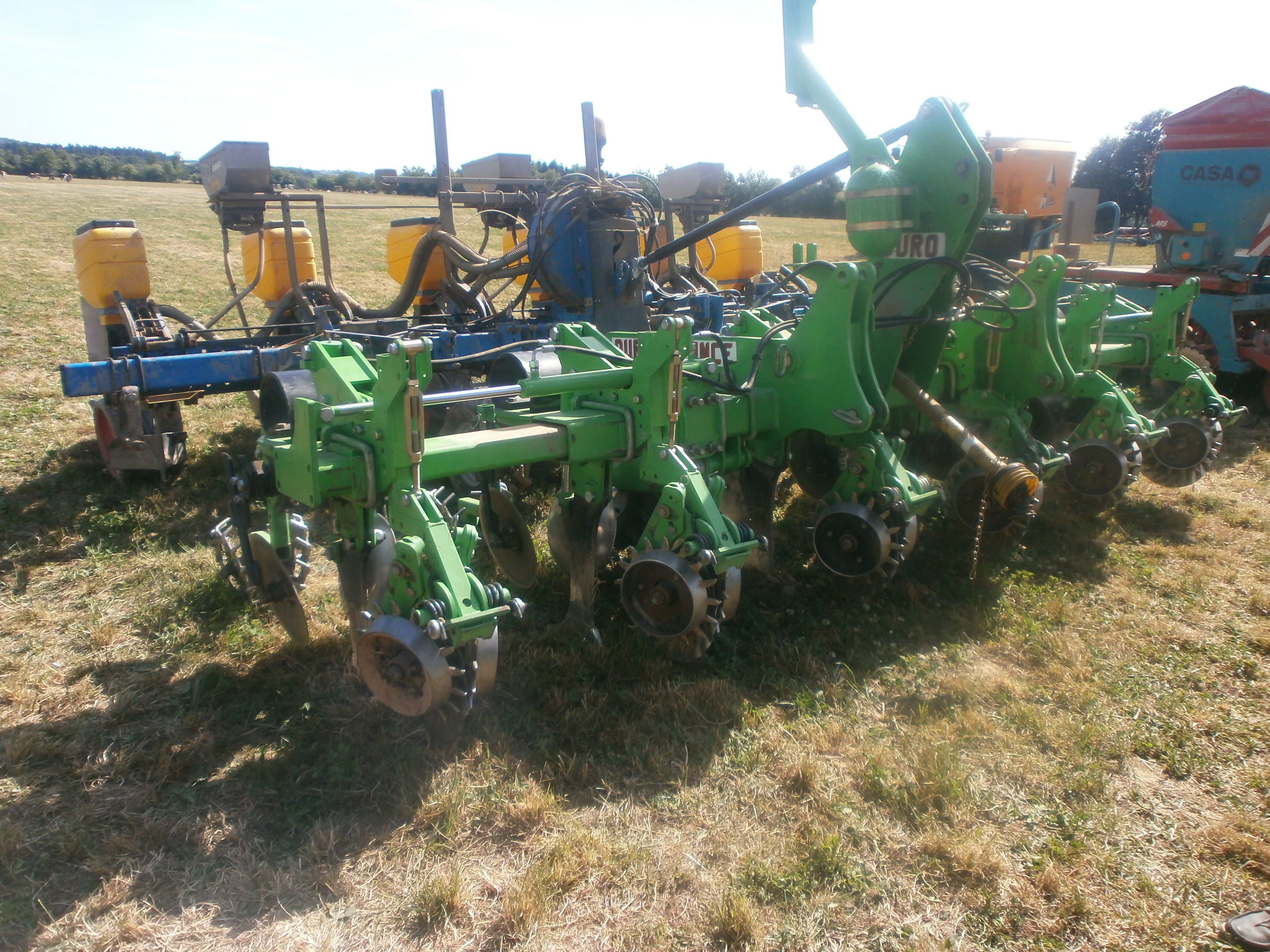
Semoir de semis direct. Conçu pour pratique agricole sans labour (Bretagne)

Le semis direct, ou culture sans labour, est une technique culturale simplifiée utilisée en agriculture ou en sylviculture, basée sur l'introduction directe de la graine dans le sol sans passer ni par le travail du sol, entre les rangs semés ou en profondeur dans le cas de l'agriculture, ni par la culture en pépinière dans le cas de la sylviculture. Ainsi, Le travail du sol est localisé à la seule ligne de semis.
Avec les rotations et les couverts améliorants, il est le troisième pilier de l'agriculture de conservation, aussi appelée agriculture écologiquement intensive.

## Dans le domaine de l'agriculture
La technique du semis direct (semis à la volée — épandage à la main ou avec un épandeur — ou semis avec un semoir) permet de semer telles quelles des graines de céréales ou d'oléagineuses sans pratiquer de travail du sol entre les rangs semés ou en profondeur, c'est-à-dire qu'il y a absence de retournement, de décompactage ou de préparation de lit de semence. On le confond très souvent avec la technique sans labours (TSL) ou avec les techniques culturales simplifiées (TCS). De nombreuses techniques sans labour ont existé et continuent d'exister à travers le monde (par exemple l'agriculture sur brûlis). Dans le contexte de l'agriculture occidentale moto-mécanisée, le semis direct a été « redécouvert » au XXe siècle pour certains avantages, ce qui a nécessité l'invention de machines de semis adaptées.
Les caractéristiques physiques du sol nécessaires au développement des cultures sont obtenues par l'activité biologique du sol (racines, animaux, micro-organismes), l'action du climat, et préservées par un couvert permanent du type paillis.
La version moderne de cette forme de semis est apparue dans les années 1970 avec la découverte du Paraquat, premier herbicide foliaire total n'ayant aucun effet sur la culture suivante. L'apparition du glyphosate a renforcé l'usage du semis direct, d'abord testé en Amérique du Nord sur les sols vulnérables qui avaient subi de graves problèmes d'érosion après les tempêtes de poussières des années 1920-1930 (Dust Bowl). Elle consiste à respecter le plus possible la vie des sols au moment du semis.
Pour cela, des semoirs adaptés ont été créés. En un seul passage, le semoir ouvre le sol très localement avec des disques, dépose la graine et l'engrais solide dans la ligne de semis puis la referme. Cet unique passage remplace la séquence préalable qui incluait le passage de la charrue, puis de la grille, du semoir, du rouleau, de l'épandeur à engrais... Ces nouveaux semoirs déplacent très peu la terre et demandent de fait beaucoup moins de puissance que celle requise par le passage successif d'outils.
La technique du semis direct a d'abord été facilitée par l'utilisation d'herbicides pour l'élimination des adventices, avant le semis, afin d'avoir un champ "propre". L'élimination des adventices était une des fonctions du labour. La destruction mécanique couteuse en énergie et en moyens (par le retournement de la terre) est alors remplacée par une destruction chimique - on parle d'ailleurs parfois de « labour chimique ». L'utilisation de couverts étouffants (avoine diploïde, seigles, mélanges divers) en interculture détruits par roulage ou le gel au semis, est une alternative en cours d'études qui permet de réduire ou d'éviter l'emploi d'herbicides.
D'après la plupart des études effectuées en Amérique du Nord comme du Sud, cette technique améliore la structure du sol, lui permet par exemple de stocker plus d'eau, de laisser la faune et la flore du sol constituer remuer et homogénéiser le sol par leur action. Le sol des champs soumis au semis direct aurait alors une structure qui s'approche de la structure des sols forestiers, selon un principe de résilience écologique. Un des effets est entre autres de concentrer davantage la matière organique sur le premier horizon du sol, là où le travail du sol mélangeait chaque année les horizons.
Il faut noter qu'un des rôles du labour est également de reconstituer chaque année une structure du sol propice à l'agriculture, mais dans certains cas, cela s'accompagne de la création d'une semelle de labour néfaste que le semis direct permet d'éviter (en présence d'un telle semelle de labour, le passage d'une sous-soleuse, ou d'un décompacteur est parfois nécessaire ou utile les premières années de semis direct).

### Étape ultime de la simplification du travail du sol
Les étapes de simplification du travail du sol peuvent être les suivantes : 
- Labour systématique
- Labour un an sur deux
- Travail profond sans retournement
- Travail superficiel
- Travail sur la ligne de semis
- Semis direct[4]

### Rentabilité et avantages
Le semis direct, sous couvert si possible, diminue fortement la consommation de carburant et d'intrants à l'hectare, nécessite un investissement matériel beaucoup plus faible à l'hectare, et peut être adapté à des exploitations en traction animale. Il est notamment apprécié par la communauté amish qui refuse d'utiliser des véhicules à moteur, car il leur permet de grandes économies de chevaux et de main d'œuvre. Il diminue la fatigue de l'agriculteur et le nombre d'heures de travail ainsi que les besoins de main-d’œuvre, tout en allongeant la durée de vie des tracteurs, pour des rendements au moins aussi élevés qu'avec le labour, et avec un certain retour de la biodiversité, notamment favorable au petit gibier.
Le sol n'étant pas travaillé, la levée d'adventices est en général moindre et plus tardive qu'avec un système classique. Certaines graines seront même dégradées plus vite sans aucun travail du sol car exposées à de nombreuses voies de dégradation (notamment les grosses graines) biologiques (champignons, insectes, oiseaux...). Le sol est plus résilient face aux aléas climatiques (sécheresse en particulier). La production est plus stable, ce qui est favorable à la sécurité alimentaire. Le semis direct est aujourd'hui pratiqué à grande échelle en Amérique du Nord dans les régions sèches ou celles sujettes à l'érosion, ainsi qu'en Australie, en Amérique du Sud (en Argentine, 90 % des surfaces sont cultivées en SD, au Brésil, 50 %), que ce soit dans de grandes exploitations ou de plus modestes. En France, la surface cultivée en semis direct est passée de 2% en 2014 à 7% en 2017.
Comme le sol n'est pas travaillé, il est moins sujet aux problèmes de battance, et à l'érosion.
Dans un contexte de pénurie annoncée de pétrole et de modifications climatiques, le semis direct devrait donc se développer.

### Difficultés
Le labour permet à l'inverse de planifier, systématiser et rationaliser une campagne agricole.
La technique du semis direct commence à être bien maîtrisée, les principales difficultés sont :  
- un délai de 2 à 5 ans, voire plus pour retrouver un sol vivant normal, après l'arrêt du labour et le sous-solage
- la lutte contre les graminées, herbes à germination superficielles peut être plus difficile, notamment si la rotation des cultures n'est pas assez diversifiée. La dynamique des populations de mauvaises herbes étant très différente de celle de parcelles travaillées, les techniciens sont souvent peu formés au désherbage d'herbes nouvelles et à de nouvelles rotations à mettre en place
- la lutte contre les limaces dont les œufs ne sont plus enfouis par le labour, est parfois délicate les premières années de semis direct, mais est souvent ensuite aidée  par la recrudescence des carabes et autres prédateurs favorisés par la technique si l'agriculteur n'abuse pas d'insecticides
- la lutte contre les mulots et campagnols peut aussi poser des problèmes dans les régions où il y a peu de prédateurs[8].
- le réchauffement des sols est nettement plus lent car les sols restent beaucoup plus humides que ceux travaillés, le principal impact du travail du sol étant l'aération et le dessèchement, dessèchement qui est la principale voie de désherbage permise par le labour
- un frein psychologique important, l'agriculteur considérant le travail du sol comme son principal travail
- le peu de références en France sur le semis direct à long terme, la technique étant souvent confondue avec les TCS et TSL, techniques de travail superficiel du sol qui regroupent parfois les inconvénients du labour et du semis direct
- la minéralisation des engrais est également différente, ce qui demande une adaptation des méthodes de fumure (en particulier l'enfouissement localisé de certains engrais)

### Cas particuliers
Un semis direct peut aussi être fait :
- à la machine, directement dans la couverture végétale de la culture précédente, laissée en place pour protéger le sol (sans désherbage, si celle-ci est sensible au gel hivernal) ;
- à la main avec une canne de semis, en plantant à travers la couche de végétaux morts laissés en surface (dans le cas du maraichage ou d'une agriculture familiale).

C'est une technique particulièrement efficace sur les sols arides, qui sont très rapidement détruits par le labour. En cas de mise en vraie jachère, les sols qui retiennent le mieux l'eau sont ceux qui ont été cultivés en semis direct, et là où le labour appauvrit le sol en matière organique, le semis direct permet une lente restauration de cette matière organique, ce qui contribue à restaurer la fonction de puits de carbone des sols. Le semis direct est pour toutes ces raisons et parce qu'il est plus rentable et lucratif encouragé et en plein développement par exemple au Maroc.

## Dans le domaine de la sylviculture
La notion de semis direct, s'oppose à celle de semis en pépinière. Dans le premier cas la graine est plantée directement dans les sols. Dans le second, la graine germe en milieu contrôlé, et le jeune plant est planté avec sa motte de terre; La seconde moitié  du XXe siècle a été en Europe et notamment en France marquée par une phase de plantation intensive. Elle a détrôné les techniques de semis direct considérés comme trop aléatoires.
Après la régénération naturelle, le semis direct est  la technique qui a été la plus utilisée jusqu’au  milieu du XXe siècle. Pour être efficace il demande une bonne compréhension et maîtrise des risques de prédation des graines et jeunes arbres et une compétence en matière de préparation des graines, savoir et savoir-faire qui pour partie existent chez les pépiniéristes et sylviculteurs.
- Le semis direct n’implique pas d’obligation de semer des essences adaptées au substrat et au climat, mais on peut alors compter sur la sélection naturelle pour éliminer les espèces inadaptées et permettre la réapparition spontanée d’essences locales.
- Le semis direct n’implique pas non plus le choix d’essences locales, il peut donc permettre l’introduction d’essences peu favorables à la biodiversité (essences introduites, adaptés au contexte édaphique, mais non aux écosystèmes qu’ils risquent de perturber ou dégrader), voire d’espèces qui pourraient devenir invasives.

Le contexte climatique incertain et l’importance croissante donnée à la biodiversité et donc à la sélection naturelle (dont comme facteur de résilience écologique de la forêt) a – comme en agriculture – redonné de l’intérêt au semis direct, à nouveau considéré comme méthode de régénération artificielle efficace et économique par exemple pour la conversion de pessières en peuplements mélangés comprenant des feuillus sciaphiles (hêtre en particulier)
Comme il était presque tombé en désuétude après 1918, le semis direct n’a pas fait l’objet d’études scientifiques jusqu’à ce qu’à la fin du XXe siècle, certains de ses avantages soient remis en valeur. À la suite de quoi, des études ont montré l’intérêt écologique (dans le cas d’essences locales et adaptées au substrat), sylvicole, mais aussi économique des méthodes affinées de semis direct
Des études [lesquelles ?], parfois divergentes dans leurs conclusions, avaient porté sur le facteurs et conditions de réussite du semis mais on manquait de comparaison directe des taux de survie et vigueur des arbres à moyen et long terme, selon qu’ils soient issus de semis direct ou de pépinière ou d’une régénération naturelle. Une étude récente a comparé sur une durée de 9 ans des jeunes hêtres issus de semis directs et issus de pépinière (replantés à l’âge de 1 an) ; les chercheurs ont mesuré la croissance en hauteur et en diamètre, et la biomasse sèche produite en 9 ans. Cette étude a montré qu’après 9 ans, il n’y avait pas de différence entre les deux catégories d’arbres. Certains arbres issus de semis avaient  même rattrapé l’année de retard qu’ils avaient par rapport aux plants (croissance d’environ 10 % plus importante). Les auteurs concluent que les plants issus  des pépinières souffrent de la transplantation et perdent une bonne part de leur avance dès les 10 premières années.

### Conditions de réussite
L'absence de population importante d'herbivores (ou sinon une protection par clôture), de bonnes conditions de sol (présence de champignons symbiotes, et une humidité suffisante) sont nécessaires.
De nombreux arbres (essences secondaires notamment, par opposition aux pionnières) exigent un microclimat forestier pour pousser normalement. Pour ces espèces, une plantation en clairières de petite taille, près de lisières forestières, à l'ombre, est nécessaire.